# Khu bảo tồn thiên nhiên Sikhote-Alin
Khu bảo tồn thiên nhiên Sikhote-Alin (phát âm tiếng Nga: [sʲɪxɐˈtɛ ɐˈlʲinʲ], tiếng Anh: /ˈsiːkəˌteɪ əˈliːn/, SEE-kə-TAY ə-LEEN) hay còn được gọi là Khu bảo tồn thiên nhiên K. G. Abramov là một khu dự trữ sinh quyển, khu bảo tồn thiên nhiên nằm ở vùng Primorsky, Nga. Được thành lập vào ngày 10 tháng 2 năm 1935 với mục đích ban đầu là bảo tồn và phục hồi loài Chồn zibelin gần như bị tuyệt diệt. Hiện tại, nó là một khu bảo tồn quan trọng đối với loài Hổ Siberi đang bị đe dọa.
Nó là phần lõi của Di sản thế giới Trung Sikhote-Alin được UNESCO công nhận từ năm 2001 như là một trong những môi trường sống tự nhiên quan trọng của nhiều loài có nguy cơ tuyệt chủng cùng sự đa dạng sinh học.

## Lịch sử
Nó được thành lập bởi Ủy ban Chấp hành Trung ương Toàn Nga vào ngày 10 tháng 2 năm 1935 với diện tích ban đầu là 1.000.000 hecta. Nhà động vật học Konstantin Georgievich Abramov được bổ nhiệm là Giám đốc đầu tiên của khu bảo tồn. Ông cùng với những đồng nghiệp đã nỗ lực để chấm dứt hoạt động khai thác gỗ và săn bắn các loài động vật trái phép. Năm 1944, diện tích của khu bảo tồn được mở rộng lên thành 1.800.000 hecta. Đến năm 1951, trong hoàn cảnh nhiều khu bảo tồn tự nhiên lớn ở Liên Xô bị đóng cửa, khu bảo tồn giảm diện tích xuống 18 lần, chỉ còn lại 100.000 hecta. Sau đó, nhờ những nỗ lực của nhiều nhà khoa học, khu bảo tồn được tăng lên thành 310.000 hecta vào năm 1961. Trong những năm gần đây, diện tích vùng lõi của khu bảo tồn này là 397.400 hecta, tổng diện tích toàn bộ là 401.600 hecta. Năm 2006, khu bảo tồn được mang tên của nhà tổ chức và giám đốc đầu tiên của khu bảo tồn Konstantin Georgievich Abramov.

## Địa lý
Điểm cao nhất là núi Glukhomanka ở độ cao 1598 mét. Khu bảo tồn nằm tại các huyện Terneysky, Krasnoarmeysky, và đô thị Dalnegorsk. Nó có tổng diện tích 401.600 hecta, trong đó có 2.900 hecta là diện tích mặt biển. Ranh giới của nó kéo dài từ bờ đá bên bờ biển Nhật Bản vào sâu trong đất liền 93 km, gồm nhánh phía đông và tây của Sikhote-Alin.

## Động thực vật
Hệ thực vật tại đây đa dạng với 1149 loại thực vật bậc cao, 121 loài rêu, 368 loài địa y, 670 loài tảo, 537 loài nấm. Khu bảo tồn có những cánh rừng tuyết tùng, thảo nguyên, đồng cỏ. Một số loài tại đây có thể kể đến Lan (Cypripedium calceolus, Pogonia japonica, Cephalanthera longibracteata), Mao lương (Aconitum sichotense), Hoa hồng (Pyrus ussuriensis), Cuồng cuồng (Oplopanax elatus), Thạch nam (Rhododendron fauriei), Thủy tùng, Xương bồ, Súng, Loa kèn, Ngũ vị tử bắc, Thông rụng lá Olgan, Thược dược Trung Quốc, Thảo thược dược, Thiến thảo, Đỗ quyên Sikhotinsky..
Về động vật, khu bảo tồn là nơi ẩn náu của 63 loài động vật có vú, 34 loài chim, 8 loài bò sát, 5 loài lưỡng cư, 32 loài cá, 334 loài động vật không xương sống biển và khoảng 3.500 loài côn trùng. Một số loài động vật có vú tiêu biểu có thể kể đến Gấu nâu, Gấu ngựa, Chồn zibelin, Chồn họng vàng, Triết Siberia, Chồn nâu châu Mỹ, Hổ Siberi, Lợn rừng, Hươu xạ Siberia, Sơn dương đuôi dài, Nai sừng tấm Á-Âu, Hươu sao. Khu bảo tồn là nhà của nhiều loài chim quý hiếm và bị đe dọa như Đại bàng vàng, Đại bàng đuôi trắng, Đại bàng biển Steller, Ó cá, Cú tuyết, Hạc đen, Gà gô Siberia, Bồ câu đồi núi, Sếu mào, Choi choi lớn, Diều hâu đen, Vịt cát Trung Hoa, Chim mò sò, Thiên nga lớn, Uyên ương. Đặc biệt, khu bảo tồn là nhà của loài Cá tầm Sakhalin đang bị đe dọa ở mức cực kỳ nguy cấp.